# Andrés Pastrana Arango
Andrés Pastrana Arango (Bogotà, 17 agosto 1954) è un politico colombiano, presidente della Colombia dal 1998 al 2002.

## Biografia
Figlio di Misael Pastrana, presidente della Colombia dal 1970 al 1974, e di María Cristina Arango Vega, Andrés Pastrana si laureò da avvocato nel 1977 all'Universidad del Rosario di Bogotà. Successivamente realizzò alcuni studi di diritto internazionale all'Università di Harvard, negli Stati Uniti, quindi rientrato in patria si convertì al giornalismo, e dopo aver fondato la rivista Guión nel 1978 presenta il notiziario televisivo TV Hoy. Negli anni ottanta ottiene diversi premi riservati ai giornalisti, come il "Rey de España" e il "Simon Bolivar". La sua presenza costante in televisione lo porta presto ad occuparsi di politico, e nel 1984 viene eletto Presidente del Consiglio della città tra le file del Partito Conservatore.
È inoltre presidente dell’Internazionale Democratica Centrista.

## Sequestro
Il 18 gennaio del 1988, mentre è in campagna elettorale per divenire Sindaco di Bogotà (Alcalde Mayor), Pastrana viene sequestrato da un gruppo facente parte del Cartello di Medellín di Pablo Escobar, con il fine di far pressioni sull'allora presidente colombiano Virgilio Barco perché non approvasse i trattati sull'estradizione negli Stati Uniti in caso di richiesta nordamericana. Pastrana fu liberato da un intervento della polizia il 25 gennaio, una settimana più tardi. Sempre in quell'anno, diviene poi sindaco del Distrito Capital, il municipio della capitale colombiana.

## Scalata al governo
Nel 1991 viene eletto senatore nella lista della Nueva Fuerza Democrática, movimento creato da lui stesso proveniente dalla scissione con il Partito Conservatore Colombiano. Con anche l'appoggio di quest'ultimo nel 1994 si presenta come candidato alle elezioni presidenziali, dove risulta sconfitto per pochi voti dal candidato liberale Ernesto Samper.
Nel 1998 si presenta nuovamente alle elezioni presidenziali, vincendo stavolta la tornata elettorale al secondo turno con il 51% dei voti a favore contro il candidato Horacio Serpa Uribe, divenendo Presidente della Colombia fino al 2002.
Uno dei piani del suo governo era di stabilire un dialogo con i gruppi narcotrafficanti colombiani; incontrò segretamente anche il capo-guerrigliero e leader del FARC Manuel Marulanda Vélez per tentare di stabilire una pace che, tuttavia, non fu possibile ottenere sotto il suo mandato.